# Neuruppin
Neuruppin (/nɔɪʁʊˈpiːn/) (en allemand : /nɔɪ̯ʁʊˈpiːn/,, ? Écouter [Fiche]) est une ville allemande du Land de Brandebourg, le centre administratif de l'arrondissement de Prignitz-de-l'Est-Ruppin et le chef-lieu du pays de Ruppin. Elle est surnommée Fontanestadt (« Fontane-ville ») pour commémorer le poète Theodor Fontane qui y naquit.

## Géographie
Le territoire municipal de Neuruppin qui couvre une superficie de 303 km2 est l'un des plus grands en Allemagne. Le centre-ville, situé sur la rive du lac de Ruppin le long de la rivière Rhin, se trouve à environ 60 kilomètres au nord-ouest de Berlin.
Le village d'Alt Ruppin se trouve en haut du lac, l'ancienne commune a été rattachée administrativement en 1993.

## Histoire
| Appartenances historiques Marche de Brandebourg 1238-1806 Royaume de Prusse (Province de Brandebourg) 1806–1918 République de Weimar 1918–1933 Reich allemand 1933–1945 Allemagne occupée 1945–1949 République démocratique allemande 1949–1990 Allemagne 1990–présent |

Il y a des vestiges de foyers humains dans cette région remontant au Mésolithique et à l'âge du bronze final. Au VIe siècle de notre ère, la région est peuplée par des tribus slaves  (« Wendes ») qui sont liés entre eux dans la fédération des Vélètes. Les princes slaves ont fait ériger un château sur une île du lac de Ruppin au IXe siècle ; en même temps, un village a été fondé sur la rive opposée à Alt Ruppin. La forteresse fut probablement détruite vers 1150 lors de la croisade d'Albert l'Ours. Quelques années après, un nouveau château germanique fut construit à Alt-Ruppin, la résidence de la seigneurie de Ruppin au sein de la marche de Brandebourg.
Au début du XIIIe siècle, les comtes de Lindow-Ruppin créent la ville de Neuruppin, située au sud-ouest de leur château. Ce lieu fut mentionné pour la première fois en l'an 1238, et en son centre se trouve l'église saint-Nicolas et un grand marché de rue. Un monastère de l'ordre dominicain y a été fondé, le premier à l'est du fleuve Elbe ; l'église abbatiale de la Trinité fut consacrée en 1246. Neuruppin a reçu les droits de ville le 9 mars 1256. À cette époque débuta la construction des fortifications qui est achevé vers la fin du XVe siècle. Au Moyen Âge, Neuruppin faisait partie des plus grandes villes du nord-est de la Germanie.

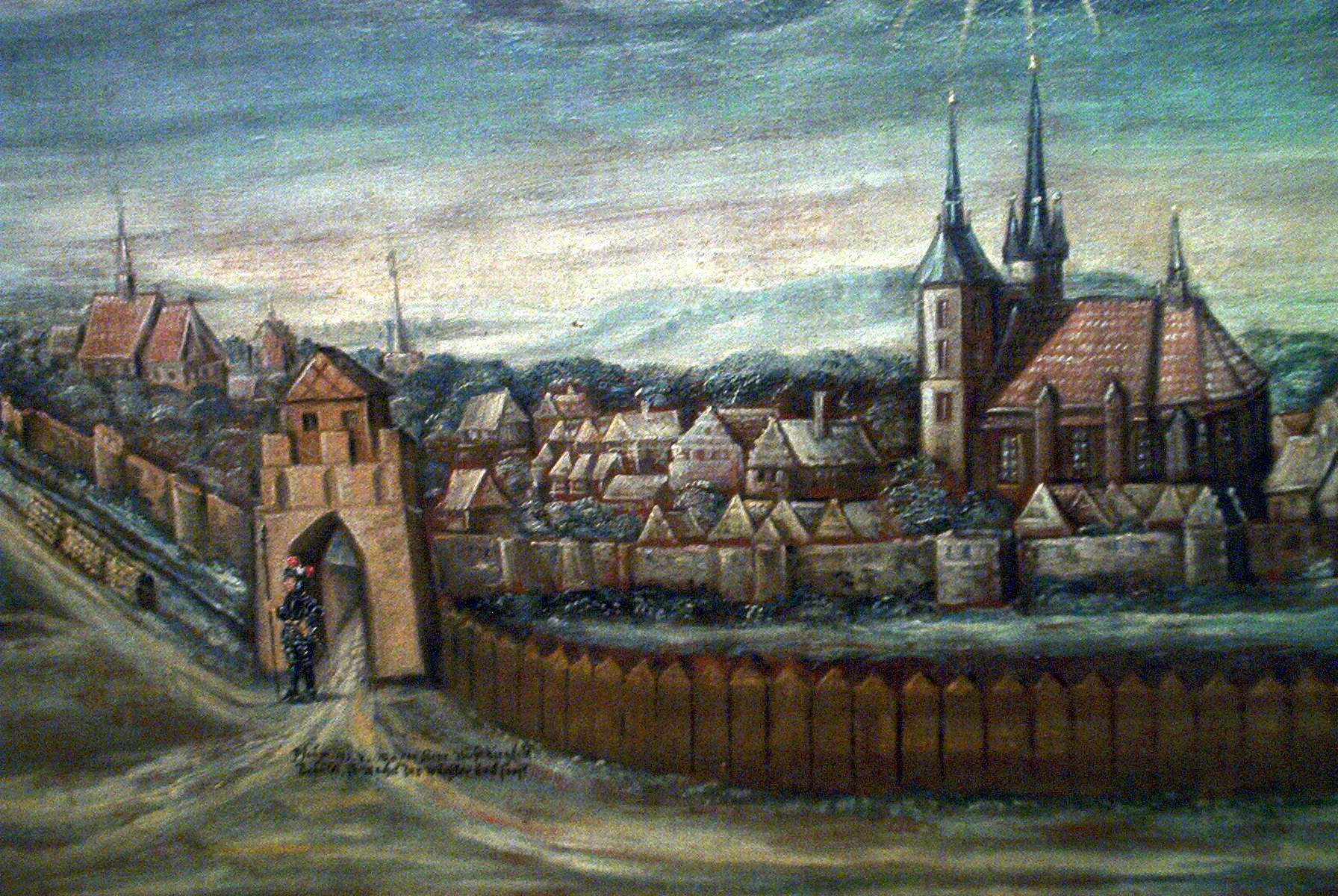
Vue de la vieille ville (1694).

Après l'extinction de la lignée des comtes de Lindow-Ruppin, leurs domaines furent saisis comme fiefs vacants par l'électeur Joachim Ier de Brandebourg. Au cours de la Réforme protestante, vers l'an 1540, le monastère dominicain est sécularisé et, ultérieurement, a été pris par la commune. Cent ans plus tard, la ville de Neuruppin fut devastée pendant la guerre de Trente Ans.
Sous le règne de Frédéric-Guillaume de Brandebourg, dit « le Grand Électeur », vers l'an 1685, des Huguenots ont été installés dans la ville. En 1688, Neuruppin est devenue l'une des premières villes de garnison de l'armée de Brandebourg-Prusse. Le prince Frédéric II y servit comme chef de corps de 1732 jusqu'à son couronnement en tant que roi de Prusse en 1740 ; il a fait construire un jardin du temple selon les plans de l'architecte Georg Wenzeslaus von Knobelsdorff. À la suite d'un incendie ravageur qui éclata en 1787, la vieille ville a été complètement reconstruite avec un réseau des rues orthogonal et des places généreuses en style néo-classique. La nouvelle église paroissiale Notre-Dame, conçue par l'architecte Carl Ludwig Engel, a été consacrée en 1806.
Au début du XIXe siècle, l'entrepreneur local Johann Bernhard Kühn a commencé à fabriquer une forme des images d'Épinal (Neuruppiner Bilderbogen) qui ont bientôt connu une grande diffusion.

## Démographie
- Développement de la population dans les limites actuelles. -- Ligne bleue : population ; ligne pointillée : comparaison avec le développement de Brandebourg -- Fond gris : période du régime nazie ; fond rouge : période du régime communiste.
- Évolution récente (ligne bleue) et prévisions sur l'effectif de résidents.

| Année | Population |
| ----- | ---------- |
| 1875  | 20 080     |
| 1890  | 21 912     |
| 1910  | 26 164     |
| 1925  | 26 640     |
| 1933  | 29 044     |
| 1939  | 33 090     |
| 1946  | 37 904     |
| 1950  | 36 677     |
| 1964  | 31 422     |
| 1971  | 31 283     |

| Année | Population |
| ----- | ---------- |
| 1981  | 33 042     |
| 1985  | 33 989     |
| 1989  | 34 176     |
| 1990  | 34 014     |
| 1991  | 33 324     |
| 1992  | 33 349     |
| 1993  | 33 249     |
| 1994  | 33 049     |
| 1995  | 32 795     |
| 1996  | 32 817     |

| Année | Population |
| ----- | ---------- |
| 1997  | 32 744     |
| 1998  | 32 732     |
| 1999  | 32 640     |
| 2000  | 32 598     |
| 2001  | 32 375     |
| 2002  | 32 317     |
| 2003  | 32 114     |
| 2004  | 32 061     |
| 2005  | 32 145     |
| 2006  | 31 939     |

| Année | Population |
| ----- | ---------- |
| 2007  | 31 821     |
| 2008  | 31 662     |
| 2009  | 31 574     |
| 2010  | 31 599     |
| 2011  | 30 184     |
| 2012  | 30 162     |
| 2013  | 30 345     |
| 2014  | 30 665     |
| 2015  | 30 715     |
| 2016  | 31 037     |

| Année | Population |
| ----- | ---------- |
| 2017  | 30 889     |
| 2018  | 30 846     |
| 2019  | 30 785     |
| 2020  | 30 764     |

Les sources de données se trouvent en détail dans les Wikimedia Commons.

## Jumelages
La ville de Neuruppin est jumelée avec :
- Bad Kreuznach (Allemagne) depuis 1990 ;
- Nymburk (Tchéquie) depuis 1994 ;
- Babimost (Pologne) depuis 2005 ;
- Certaldo (Italie) depuis 1968 ;
- Niiza (Japon) depuis 2003.

## Personnalités

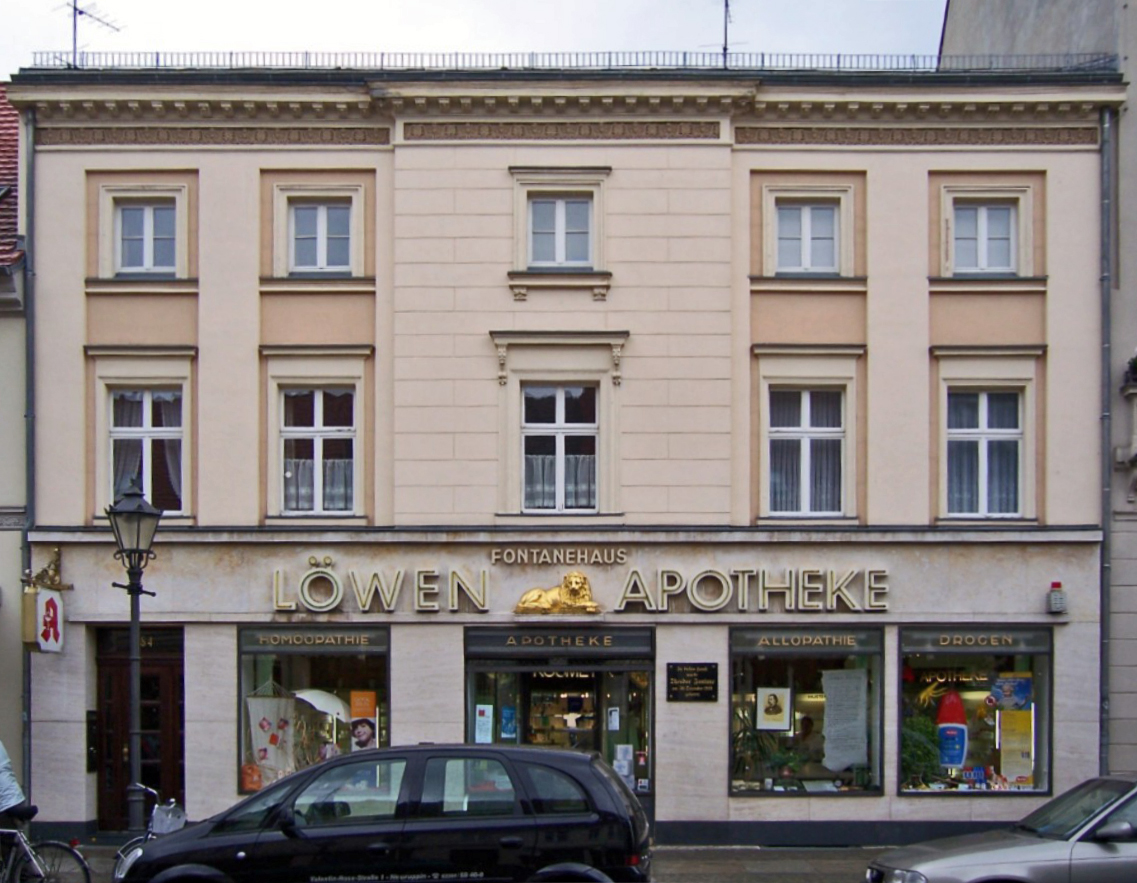
La maison natale de Theodor Fontane.

- Karl Wilhelm von Brausen (1723-1801), général ;
- August Friedrich Wilhelm Franz von Zastrow (1749-1833), général ;
- Friedrich Buchholz (1768-1843), historien et sociologue ;
- Karl Friedrich Schinkel (1781-1841), architecte ;
- Ferdinand von Quast (1807-1877), architecte ;
- Theodor Fontane (1819-1898), écrivain ;
- Wilhelm Gentz (1822-1890), peintre ;
- Ferdinand von Quast (1850-1939), général d'infanterie ;
- Carl Großmann (1863-1922), tueur en série ;
- Ferdinand von Bredow (1884-1934), Generalmajor de la Reichswehr ;
- Hermann Hoth (1885-1971), général ;
- Hanne-Nüte Kämmerer (1903-1981), artiste textile y a commencé sa carrière ;
- Klaus Schwarzkopf (1922-1991), acteur ;
- Eva Strittmatter (1930-2011), écrivaine ;
- Michelangelo (né en 1946), chanteur ;
- Anne-Karin Glase (née en 1954), femme politique ;
- Uwe Hohn (né en 1962), athlète ;
- Ulrich Papke (né en 1962), céiste ;
- Bernd Gummelt (né en 1963), athlète ;
- Jens-Peter Herold (né en 1965), athlète ;
- Ralf Büchner (né en 1967), gymnaste ;
- Timo Gottschalk (né en 1974), copilote de rallye automobile ;
- Tatjana Hüfner (née en 1983), lugeuse.

L'écrivain Louis-Ferdinand Céline en a fait le théâtre de plusieurs scènes de ses romans Nord  et Rigodon  sous le nom de Moorsburg.